# خود پنهانی
خود پنهانی (انگلیسی: Self-concealment) یک سازه روان‌شناختی است که به عنوان یک تمایل برای پنهان کردن فعالانه اطلاعات شخصی از دیگران است که فرد آن را ناراحت‌کننده یا منفی می‌داند. نقطه مقابل آن خودافشایی است.
اطلاعات شخصی پنهان (افکار، احساسها، اعمال یا رویدادها) بسیار خصوصی و منفی در ظرفیت است و دارای سه ویژگی است: زیرمجموعه ای از اطلاعات خصوصی است که می‌تواند آگاهانه قابل دسترسی باشد و فعالانه از دیگران پنهان می‌شود. خود پنهانی به‌طور قابل توجهی منجر به سوق داده شدن بهداشت روانی در جهت منفی می‌شود.